# Motel (schweizerische Fernsehserie)
Motel ist eine der erfolgreichsten Schweizer Fernsehserien aus den 1980er Jahren und wurde erstmals während des Jahres 1984 ausgestrahlt. Ort der Handlung war ein Motel in Egerkingen im Schweizer Kanton Solothurn. Die Episoden wurden bei laufendem Betrieb des Motels gedreht.
Ab Juli 2020 strahlte SRF alle Folgen als Wiederholung auf SRF 1 aus und stellt sie im Internet zur Verfügung.

## Produktion
Die 40 Folgen umfassende Serie war eine Produktion von TV DRS. Die einzelnen Folgen wurden jeweils von Montag bis Donnerstag gedreht und am Sonntagabend gesendet. So konnten aktuelle Themen aufgegriffen werden. Autoren der Serie waren unter anderem  Hanspeter Gschwend und Lukas Hartmann. 1994 lief die im Original schweizerdeutsch gesprochene Serie in einer gekürzten und synchronisierten Fassung auf 3sat.
Die Titelmelodie von Motel war Telegraph Road von der britischen Gruppe Dire Straits.

## Berichterstattung in den Medien
Die Serie war Gegenstand einer intensiven Berichterstattung, hauptsächlich in der Boulevardzeitung Blick mit Chefredaktor Peter Uebersax. Grund dafür war, dass in der Serie für die damalige Zeit kontroverse Themen gezeigt wurden, wie zum Beispiel Drogenkonsum, Homosexualität und Nacktheit. So zeigte die Serie als erste einen Kuss zwischen zwei Männern sowie Brustwarzen einer Frau am Fernsehen zur Prime-Time. An der Serie wurde im Allgemeinen kritisiert, dass sie einen grauen und traurigen Alltag zeige.